# Guðmundur Lárusson
Guðmundur Lárusson (* 23. November 1925 in Eyrarbakki; † 14. Januar 2010) war ein isländischer Sprinter und Mittelstreckenläufer.
Bei den Leichtathletik-Europameisterschaften 1950 in Brüssel wurde er Vierter über 400 m und Fünfter in der 4-mal-100-Meter-Staffel.
1952 schied er bei den Olympischen Spielen in Helsinki über 400 m und über 800 m im Vorlauf aus.

## Persönliche Bestzeiten
- 400 m: 48,0 s, 1950
- 800 m: 1:54,6 min, 1951